# Ryan Woods
Ryan Michael Woods (Norton Canes, 13 december 1993) is een Engels voetballer die doorgaans speelt als middenvelder. In juli 2025 verruilde hij Exeter City voor Oldham Athletic.

## Clubcarrière
Woods speelde in de jeugdopleiding van Walsall en in 2009 stapte hij over naar Shrewsbury Town. Bij deze club debuteerde de middenvelder in het eerste elftal op 23 april 2013, toen met 1–0 gewonnen werd van Oldham Athletic. Woods mocht tijdens deze wedstrijd in de blessuretijd invallen. In zijn tweede seizoen wist de Engelsman voor het eerst tot scoren te komen. Op bezoek bij MK Dons tekende hij na zeven minuten voor de gelijkmaker, nadat Dele Alli de score geopend had. Uiteindelijk won MK Dons met 3–2.
In september 2015 maakte Woods voor circa 1,4 miljoen euro de overstap naar Brentford, waar hij zijn handtekening zette onder een verbintenis voor de duur van drie seizoenen. Hij kwam in zijn eerste seizoen tot eenenveertig competitiewedstrijden en daarop werd zijn contract met twee seizoenen verlengd tot medio 2020. In de zomer van 2018 werd hij voor een halfjaar gehuurd door Stoke City, dat een optie tot koop bedong in het huurcontract. Uiteindelijk werd Woods in de winterstop voor circa 7,25 miljoen euro overgenomen door Stoke.
In de eerste helft van het seizoen 2019/20 speelde hij slechts acht competitiewedstrijden, waarop Millwall hem op huurbasis overnam voor een halfjaar en in de zomer werd deze verlengd tot het restant van zijn contract bij Stoke, medio 2021. Na afloop van deze verhuurperiode stapte Woods transfervrij over naar Birmingham City, waar hij tekende voor drie seizoenen. Hiervan maakte hij er een vol, want in augustus nam Hull City de middenvelder over.
Medio 2023 werd hij op huurbasis overgenomen door Bristol Rovers. In de winterstop keerde hij terug naar Hull City. Hierop werd hij opnieuw verhuurd, nu aan Exeter City. Deze club besloot hem na de verhuurperiode ook definitief over te nemen. Een jaar later stapte hij transfervrij over naar Oldham Athletic.

## Clubstatistieken
| Seizoen | Club             | Competitie   | Competitie | Competitie | Beker | Beker | Internationaal | Internationaal | Totaal | Totaal |
| Seizoen | Club             | Competitie   | Wed.       | Dlp.       | Wed.  | Dlp.  | Wed.           | Dlp.           | Wed.   | Dlp.   |
| ------- | ---------------- | ------------ | ---------- | ---------- | ----- | ----- | -------------- | -------------- | ------ | ------ |
| 2012/13 | Shrewsbury Town  | League One   | 2          | 0          | 0     | 0     | —              | —              | 2      | 0      |
| 2013/14 | Shrewsbury Town  | League One   | 41         | 1          | 2     | 0     | —              | —              | 43     | 1      |
| 2014/15 | Shrewsbury Town  | League Two   | 43         | 0          | 8     | 0     | —              | —              | 51     | 0      |
| 2015/16 | Shrewsbury Town  | League One   | 5          | 0          | 2     | 0     | —              | —              | 7      | 0      |
| 2015/16 | Brentford        | Championship | 41         | 2          | 1     | 0     | —              | —              | 42     | 2      |
| 2016/17 | Brentford        | Championship | 42         | 0          | 3     | 0     | —              | —              | 45     | 0      |
| 2017/18 | Brentford        | Championship | 39         | 1          | 1     | 0     | —              | —              | 40     | 1      |
| 2018/19 | Brentford        | Championship | 0          | 0          | 1     | 0     | —              | —              | 1      | 0      |
| 2018/19 | → Stoke City     | Championship | 20         | 0          | 0     | 0     | —              | —              | 20     | 0      |
| 2018/19 | Stoke City       | Championship | 7          | 0          | 0     | 0     | —              | —              | 7      | 0      |
| 2019/20 | Stoke City       | Championship | 8          | 0          | 4     | 0     | —              | —              | 12     | 0      |
| 2019/20 | → Millwall       | Championship | 18         | 0          | 0     | 0     | —              | —              | 18     | 0      |
| 2020/21 | → Millwall       | Championship | 41         | 0          | 5     | 0     | —              | —              | 46     | 0      |
| 2021/22 | Birmingham City  | Championship | 30         | 0          | 1     | 0     | —              | —              | 31     | 0      |
| 2022/23 | Birmingham City  | Championship | 2          | 0          | 0     | 0     | —              | —              | 2      | 0      |
| 2022/23 | Hull City        | Championship | 26         | 0          | 1     | 0     | —              | —              | 27     | 0      |
| 2023/24 | → Bristol Rovers | League One   | 12         | 0          | 4     | 0     | —              | —              | 16     | 0      |
| 2023/24 | → Exeter City    | League One   | 14         | 0          | 0     | 0     | —              | —              | 14     | 0      |
| 2024/25 | Exeter City      | League One   | 37         | 2          | 4     | 0     | —              | —              | 41     | 2      |
| 2025/26 | Oldham Athletic  | League Two   | 0          | 0          | 0     | 0     | —              | —              | 0      | 0      |
| Totaal  | Totaal           | Totaal       | 428        | 6          | 37    | 0     | 0              | 0              | 465    | 6      |

Bijgewerkt op 8 juli 2025.